# Goré Kendi
 (septembre 2018).
Goré Kendi est un village du Cameroun à la frontière avec le Tchad. Il est situé dans la commune de Blangoua du département de Logone-et-Chari qui borde le lac Tchad dans la région Région de l'Extrême-Nord.